# Pelorosaurus
Pelorosaurus là một chi khủng long, được Mantell mô tả khoa học năm 1850.